# Вулиця Монмартр, 125
«Вулиця Монмартр, 125» — французький детективний фільм за однойменним романом Андре Жиллуа, удостоєним літературної премії «Ке д'Орфевр».

## Сюжет
Продавець газет Паскаль, впертий, розчарований в житті чоловік, виявляється втягнутим у злочинну інтригу, коли, як здавалось спочатку, рятує від самогубства зацькованого дружиною чоловіка. Самогубця-невдаха Дідьє розповідає, що дружина і брат хочуть запроторити його у психлікарню, і Паскаль несподівано погоджується допомогти новому знайомому добути докази. Він проникає в будинок Дідьє, але прибула поліція арештовує його за звинуваченням у вбивстві господаря, і тепер Паскалю прийдеться шукати вихід із пастки, в яку він потрапив.